# Vivid: Kissing You, Sparkling, Joyful Smile
Vivid: Kissing You, Sparkling, Joyful Smile è un singolo della cantante sudcoreana BoA, pubblicato nel 2008.

## Tracce
1. Kissing You - 4:01
2. Sparkling - 4:02
3. Joyful Smile - 4:06
4. Kissing You (Instrumental) - 3:56
5. Sparkling (Instrumental) - 3:54
6. Joyful Smile (Instrumental) - 3:58